# Günter Riepert
Günter Riepert (* 13. September 1952; † 3. Dezember 2009 in Lünen) war ein deutscher Fußballspieler.
Der Mittelfeldspieler begann in der Jugend von TuS Eving-Lindenhorst. Von dort wechselte er zu Beginn der 1970er Jahre zum Lüner SV in die damals zweitklassige Regionalliga West. Seine größte Zeit erlebte Riepert zwischen 1974 und 1978 in der 2. Fußball-Bundesliga. Dort bestritt er für Schwarz-Weiß Essen insgesamt 97 Spiele und erzielte dabei 15 Tore. Mit dem ETB stieg Günter Riepert 1978 in die Oberliga Nordrhein ab. In der Saison 1979/80 hatte er mit 20 Toren wesentlichen Anteil daran, dass Schwarz-Weiß Essen die Vizemeisterschaft hinter dem 1. FC Bocholt erreichte und damit nur knapp am Wiederaufstieg in die 2. Bundesliga scheiterte. Anfang der 1980er Jahre schloss er sich noch einmal dem Lüner SV an, der von der Ober- in die Verbandsliga abgestiegen war. Nach seiner Profikarriere schloss Riepert sich dem BV Brambauer an, für den er in den achtziger Jahren in der Landesliga spielte und in späteren Jahren im Jugendbereich als Trainer tätig war.
Nach langer schwerer Krankheit starb Günter Riepert im Dezember 2009 im Alter von nur 57 Jahren.